# Chiesanuova (San Marino)
Chiesanuova (CHI) is een castello (gemeente) in San Marino met een oppervlakte van 5,46 km² en 1090 inwoners (31-03-2013). De naam betekent nieuwe kerk.
Het trad in 1320 vrijwillig toe tot San Marino en heette tot in de 16e eeuw Busignano. Het castello wordt ook wel Penna Rossa (rode veer) genoemd en voert ook een rode veer in het wapen.
De economie wordt beheerst door de landbouw.